# 丹波亀山藩
亀山藩（かめやまはん）は、江戸時代に丹波国にあった藩のうちの一つ。現在の京都府亀岡市を拠点とした。山陰道の入り口に当たるため、江戸幕府から特に重要視された。伊勢亀山藩との区別から丹波亀山藩とも呼ばれる。明治時代に亀山の地名を亀岡に改称したため、これ以降は亀岡藩（かめおかはん）と呼ばれる。藩庁は亀山城。

## 概要
明智光秀は織田信長より丹波攻略を命じられると、まず亀山盆地に進出する。天正5年（1577年）に丹波亀山城を築いて入部したのが、亀岡の近世的な始まりといわれる。天正7年（1579年）に波多野秀治が討たれて丹波が織田領になると、その功績により光秀は信長より近江坂本城と丹波1国の領有を許された。しかし天正10年（1582年）6月、光秀は本能寺の変を起こして信長を殺し、自らも信長の家臣・羽柴秀吉（豊臣秀吉）に討たれ、明智氏は滅亡した。
その後の清洲会議で羽柴秀吉が織田氏の主導権を握ると、亀山城は信長の四男で秀吉の養子となっていた羽柴秀勝（於次）が入城する。天正13年（1585年）に秀勝が早世すると、秀吉の甥に当たる豊臣秀勝（小吉）が代わって入部した。天正18年（1590年）に徳川家康が関東に移封されたため、豊臣秀勝が甲斐に入部することになると、亀山城は様々な武将が短期間で城主が変わった。秀吉の甥で養子となった羽柴秀秋（小早川秀秋）もその1人である。
文禄4年（1595年）に豊臣政権下の京都所司代であった前田玄以が亀山城に入部する。慶長5年（1600年）、関ヶ原の戦いでは前田玄以はやむを得ず西軍に加わったが、家康に西軍の情報を内通していたため、戦後に家康より所領安堵を受け、ここに丹波亀山藩が成立した。慶長7年（1602年）5月、前田玄以が死去すると、後を子の前田茂勝が継いだが、茂勝は丹波八上藩に移封され、亀山藩は天領となる。
慶長14年（1609年）、徳川氏譜代の家臣である岡部長盛が下総山崎藩から移封され、亀山藩が再立藩された。長盛が亀山藩に入ったのは、大坂藩の豊臣秀頼への対策の1つでもある。この岡部時代に亀山城下町の原型が出来上がったとされる。慶長15年（1610年）、西国大名を総動員して亀山城の築城が行われる。
元和7年（1621年）、三河西尾藩より大給松平家の松平成重が2万2000石で亀山藩主となる。
寛永11年（1634年）、近江膳所藩より菅沼定芳が4万1000石で入るが、第2代藩主・菅沼定昭が嗣子無くして慶安元年（1648年）に死去し、菅沼氏は改易となる。代わって藤井松平家の松平忠晴が3万8000石で入るが、第3代藩主の松平忠周の時代に武蔵岩槻藩へ移封となる。
貞享2年（1685年）、備中庭瀬藩より5万石で久世重之が入るが、短期間で三河吉田藩へ移封となる。
元禄10年（1697年）、美濃郡上藩より井上正岑が4万7000石で入るが、これも短期間で常陸下館藩へ移封される。
元禄15年（1702年）9月7日、遠江浜松藩から青山忠重が5万石で入るが、第3代藩主・青山忠朝の時代に丹波篠山藩へ移封というように藩主家が定着しなかった。
寛延2年（1749年）、青山氏と入れ替わりで形原松平家の松平信岑が亀山藩主となると、以後はこの家系が代々の亀山藩主として定着した。慶応4年（1868年）の戊辰戦争では新政府の山陰鎮撫使に降伏する。明治2年6月19日（1869年7月27日）、伊勢亀山藩との混合を避けるため亀岡藩と改称する。明治4年7月14日（1871年8月29日）、廃藩置県により亀岡県となる。11月に京都府に合併された。
天保期において現亀岡市を含む桑田郡内の総石高は4万6000石であったが、そのうち亀山藩領は1万8000石のみで、残りは丹波氷上郡、船井郡、備中浅口郡ほかに飛び地となっていた。このまとまりのない領国支配体制が亀山藩の経済を苦しめたともいえる。

## 歴代藩主

### 前田家
外様 5万石 （1600年 - 1602年）
1. 玄以（げんい）
2. 茂勝（しげかつ）

### 岡部家
譜代 3万2000石 （1609年 - 1621年）
1. 長盛（ながもり）〔従五位下、内膳正〕

### 松平（大給）家
譜代 2万2000石 （1621年 - 1634年）
1. 成重（なりしげ）〔従五位下、右近将監〕
2. 忠昭（ただあき）〔従五位下、信濃守〕

### 菅沼家
譜代 4万1000石 （1634年 - 1648年）
1. 定芳（さだよし）〔従五位下、織部正〕
2. 定昭（さだあきら）〔従五位下、左近将監〕

### 松平（藤井）家
譜代 3万8000石 （1648年 - 1685年）
1. 忠晴（ただはる）〔従五位下、伊賀守〕
2. 忠昭（ただあき）〔従五位下、伊賀守〕
3. 忠周（ただちか）〔従五位下、伊賀守〕

### 久世家
譜代 5万石 （1685年 - 1697年）
1. 重之（しげゆき）〔従四位下、大和守・侍従〕

### 井上家
譜代 4万7000石 （1697年 - 1702年）
1. 正岑（まさみね）〔従四位下、河内守・侍従〕

### 青山家
譜代 5万石 （1702年 - 1749年）
1. 忠重（ただしげ）〔従五位下、因幡守〕
2. 俊春（としはる）〔従五位下、因幡守〕
3. 忠朝（ただとも）〔従五位下、因幡守〕

### 松平（形原）家
譜代 5万石 （1749年 - 1871年）
1. 信岑（のぶみね）〔従四位下、紀伊守〕
2. 信直（のぶなお）〔従五位下、紀伊守〕
3. 信道（のぶみち）〔従五位下、紀伊守〕
4. 信彰（のぶかた）〔従五位下、紀伊守〕
5. 信志（のぶざね）〔従五位下、紀伊守〕
6. 信豪（のぶひで）〔従五位下、紀伊守〕
7. 信義（のぶよし）〔従四位下、紀伊守・侍従〕
8. 信正（のぶまさ）〔従五位下、図書頭〕

## 幕末の領地
- 丹波国
  - 桑田郡のうち - 58村
  - 船井郡のうち - 39村
- 備中国
  - 浅口郡のうち - 7村